# Rivière Cascouia
La rivière Cascouia est un affluent du lac Kénogami, coulant dans la municipalité de Larouche dans la municipalité régionale de comté (MRC) de Le Fjord-du-Saguenay et dans la ville de Saguenay, dans la région administrative de Saguenay–Lac-Saint-Jean, dans la province de Québec, au Canada.
La vallée de la rivière Cascouia est desservie par la route 169 et par la route des Bâtisseurs qui contourne la partie nord du lac. Cette vallée est aussi desservie par quelques routes forestières secondaires, surtout pour les besoins la foresterie et des activités récréotouristiques.
Les activités récréotouristiques constituent la principale activité économique autour de la baie Cascouia, surtout la villégiature autour du Lac du Camp ; les activités reliés à l’hydroélectricité, en second ; la foresterie, en troisième.
La surface de la rivière Cascouia est habituellement gelée du début de décembre à la fin mars, toutefois la circulation sécuritaire sur la glace se fait généralement de la mi-décembre à la mi-mars.

## Géographie
À la suite des relèvements successifs du niveau de l’eau du lac Kénogami au début du XXe siècle, la baie Cascouia a pris de l’expansion aux dépens de l’ancienne rivière Cascouia, devenant une passe du lac. La rivière Cascouia est localisée dans l’ex-municipalité de lac-Kénogami.
Les principaux bassins versants voisins de la rivière Cascouia sont :
- côté nord : lac Chamois, lac Potvin, rivière Bruyère, rivière Dorval, ruisseau Dupéré, rivière Saguenay ;
- côté est : lac Kénogami, rivière aux Sables, rivière Chicoutimi ;
- côté sud : lac Kénogami, rivière Pikauba, ruisseau L'Abbé ;
- côté ouest : lac Vert, rivière des Aulnaies, ruisseau du Pont Flottant, La Belle Rivière.

La rivière Cascouia prend sa source d'un petit lac non identifié (longueur : 0,7 km ; altitude : 207 m) en forme de V. Cette source est située à :
- 2,9 km au sud-ouest du centre du village de Larouche où passe le chemin de fer du Canadien National ;
- 3,1 km au nord-ouest de la baie Cascouia du lac Kénogami ;
- 10,3 km au sud de la rivière Saguenay ;
- 14,3 km au sud-est du centre-ville d’Alma ;
- 14,3 km au nord-ouest de la confluence de la rivière Pikauba et du lac Kénogami ;
- 28,6 km à l’est du Barrage de Portage-des-Roches ;
- 35,4 km au sud-ouest de la confluence de la rivière Chicoutimi et de la rivière Saguenay[4].

À partir de sa source (petit lac non identifié), la rivière Cascouia coulait sur 12,0 km avec une dénivellation de 57 m entièrement en zone forestière, selon les segments suivants :
- 4,0 km vers le sud-est en traversant le lac du Camp actuel sur 1,3 km, jusqu’à son embouchure ;
- 3,5 km vers le sud-est en traversant la baie Cascouia actuelle, jusqu’à la passe Cascouia ;
- 4,6 km vers le sud-est en traversant la passe Cascouia, jusqu’à l’embouchure naturelle de la rivière[4].

L’ancien cours de la rivière Cascouia se déversait dans la baie Épiphane sur la rive nord du lac Kénogami ; à la suite de l’érection des barrages sur le lac Kénogami, l’ancien cours est en grande partie sous les eaux de ce lac de barrage. Cette ancienne confluence était située à :
- 1,3 km à l’est du pont de la rue des Bâtisseurs (enjambant la rivière Cascouia) ;
- 9,4 km au sud de l’autoroute 70 ;
- 12,5 km au sud-ouest du lac Barrage Pibrac-Ouest, situé à la tête de la rivière aux Sables ;
- 15,9 km au sud-ouest du centre-ville de Jonquière ;
- 18,0 km à l’ouest du barrage de Portage-des-Roches ;
- 28,9 km au sud-ouest de la confluence de la rivière Chicoutimi et de la rivière Saguenay[4].

À partir de l’embouchure de la rivière Cascouia, le courant traverse le lac Kénogami sur 19,1 km vers l’est jusqu’au barrage de Portage-des-Roches, puis suit le cours de la rivière Chicoutimi sur 26,2 km vers l’est, puis le nord-est et le cours de la rivière Saguenay sur 114,6 km vers l’est jusqu’à Tadoussac où il conflue avec l’estuaire du Saint-Laurent.

## Toponymie
La baie Cascouia est fréquemment nommée « Lac Cascouia », en raison de son isolement de la partie centrale du lac Kénogami.
Une des premières mentions connue du mot innu « Cascaouia » est attribuée à l'arpenteur Joseph-Laurent Normandin, en 1732, qui écrit dans son Journal : « ...Il y a une grande baye, qui est bordée de jongs et herbes, que les Sauvages nomment Les Gachek8illaces de Quinongamingue ». Normandin utilise aussi la forme « Baye des Gachek8illasses ». En modifiant sa forme primitive afin d'en faciliter l'usage, les premiers explorateurs ont perpétué ce terme amérindien signifiantr « herbages » ou « joncs ». Pour certains, il s'agit en fait de quenouilles. Plusieurs variantes orthographiques existent pour cette appellation, notamment : Kascouia, Kaskauia, Kaskovia, Kaskouia et Kashkouia. Autre graphie amérindienne relevée : Kashkouillasses.
Le toponyme rivière Cascouia a été officialisé le 5 décembre 1968 à la Banque des noms de lieux de la Commission de toponymie du Québec.